# Ronan Tynan
Ronan Tynan (nacido el 14 de mayo de 1960) es un  tenor y exatleta paralímpico irlandés. 
Fue miembro de The Irish Tenors reincorporándose en 2011 tras su carrera en solitario desde mayo de 2004. En los Estados Unidos, el público lo conoce por su participación en ese grupo vocal y sus interpretaciones de "God Bless America". También es conocido por participar en los Juegos Paralímpicos de Verano de 1988 y 1984.

## Biografía
Tynan nació en Dublín, Irlanda. La casa de su familia se encuentra en Johnstown, Condado de Kilkenny, Irlanda. Nació con focomelia, lo que hizo que sus dos piernas estuvieran subdesarrolladas; eran inusualmente cortas (ahora mide 6 pies 4 pulgadas), sus pies estaban extendidos hacia afuera y tenía tres dedos en cada pie. : 16  Era uno dos gemelos; su hermano Edmond murió a los 11 meses.  : 18  A los 20 años, le amputaron amabas piernas por debajo de la rodilla, después de una lesión en la espalda por un accidente automovilístico; La lesión le hizo imposible continuar usando prótesis de piernas sin la amputación.  : 84  A las pocas semanas del accidente, estaba subiendo escaleras en su dormitorio de la universidad con piernas artificiales. Un año después, Tynan estaba ganando en competiciones internacionales de atletismo. Representó a Irlanda en los Juegos Paralímpicos de Verano de 1984 y 1988, ganando cuatro medallas de oro, dos platas y una medalla de bronce. Entre 1981 y 1984, ganó 18 medallas de oro en varias competiciones y estableció 14 récords mundiales.
En los años siguientes, se convirtió en la primera persona con discapacidad en ser admitido en el Colegio Nacional de Educación Física, en Limerick. Trabajó durante aproximadamente dos años en la industria de las prótesis, luego asistió al Trinity College, donde se convirtió en médico especializado en lesiones deportivas ortopédicas y se graduó en 1993. 
Animado a educar también la voz por su padre Edmund, Tynan ganó una serie de premios de competencias vocales y se unió a los tenores irlandeses. 
Devoto católico, ha aparecido en Eternal Word Television Network (EWTN). Por invitación del arzobispo de Nueva York Timothy Dolan, cantó en la misa de instalación del arzobispo en la Catedral de San Patricio el 15 de abril de 2009. 

### Actuaciones presidenciales
Ha actuado en varios eventos a los que asistió el presidente George W. Bush. Algunos de ellos incluyen: 
- El  funeral de estado de Ronald Reagan[5]
- Cumpleaños #80 de George H. W. Bush[6]
- Servicio de oración que marca la segunda investidura de George W. Bush[7]
- Recepción del día de San Patricio con el presidente Bush y el Taoiseach del Pueblo irlandés, Bertie Ahern
- Cena del presidente 2008
- Funeral de estado de George HW Bush[8]

### Otras actuaciones

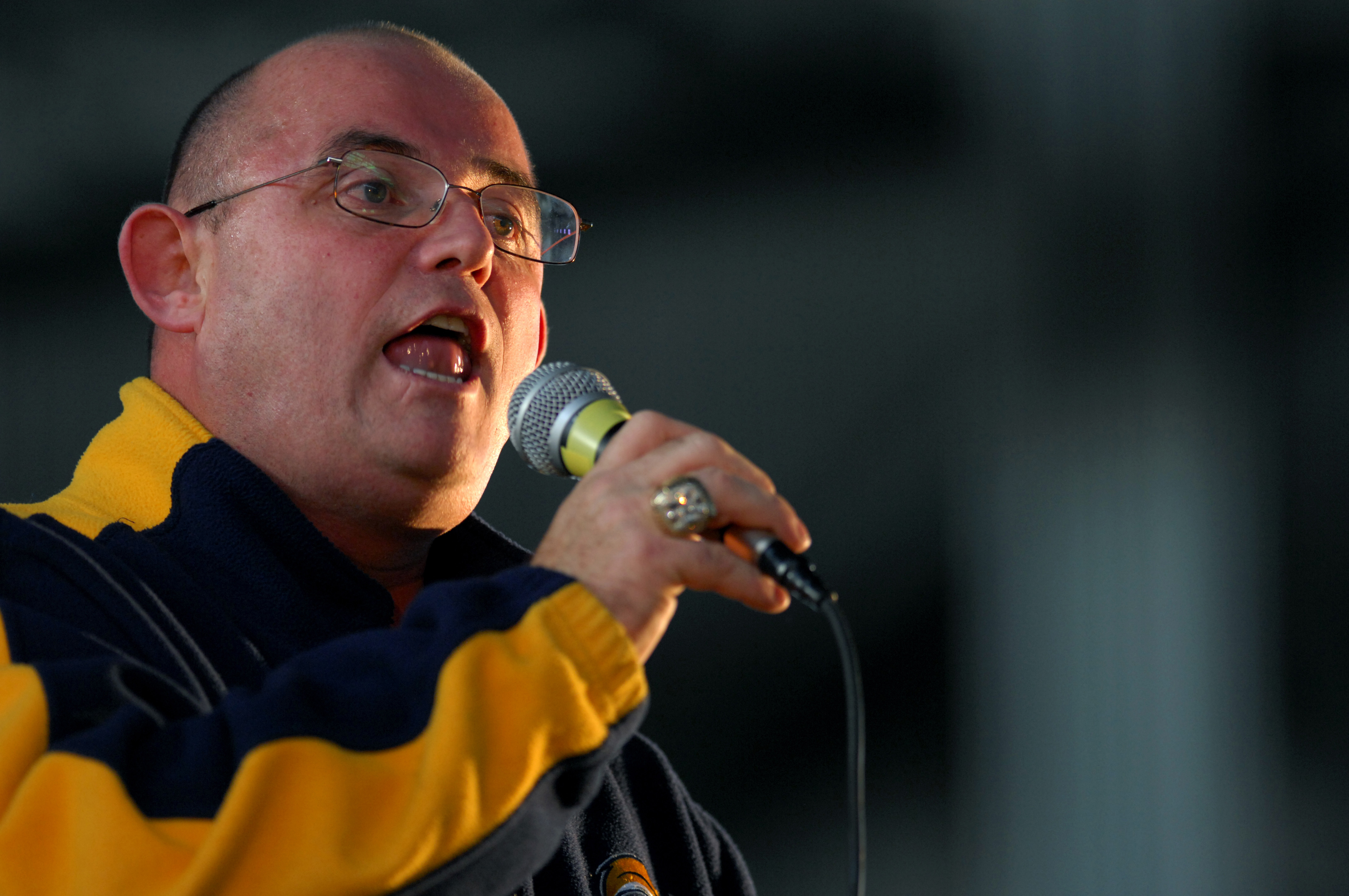
Tynan actuando en un espectáculo de USO en la base aérea de Aviano, Italia, diciembre de 2007

Ha cantado "God Bless America" en lugares de eventos deportivos, como el Yankee Stadium (durante los juegos de los Yankees en las Grandes Ligas de Béisbol, incluido el Día de Apertura, los juegos televisados a nivel nacional, el último juego en el viejo Yankee Stadium y los juegos de los playoffs) y en varias ocasiones antes de los juegos que involucran a los Buffalo Sabres de la Liga Nacional de Hockey, incluyendo una actuación ante 71,217 fanáticos en el AMP Energy NHL Winter Classic junto con el cantante de himnos Sabers Doug Allen, quien interpretó el himno nacional canadiense, el 1 de enero de 2008, cuando Sabres jugó contra los pingüinos de Pittsburgh. Tynan no ha actuado para los Sabres desde que Terrence Pegula compró el equipo en 2011. Más recientemente, cantó Eagles Wings en el 2017 Memorial Day Concert. 
En 2004 cantó Nueva York, Nueva York en el Belmont Stakes donde Smarty Jones falló en su intento de ganar la Triple Corona. y menos de una semana después estaba en la Catedral nacional de Washington para el funeral de estado del ex presidente de los Estados Unidos Ronald Reagan, donde cantó "Amazing Grace " y "Ave Maria" de Franz Schubert. 
Tynan cantó para George HW Bush en la casa de Bush en Houston el día de la muerte del presidente el 30 de noviembre de 2018. La primera canción fue Noche de paz, mientras que la segunda fue una canción gaélica.